# بلير راسموسن
بلير راسموسن (بالإنجليزية: Blair Rasmussen)‏ مواليد 13 نوفمبر 1962 في أوبورن، هو لاعب كرة سلة أمريكي سابق. بدأ مسيرته الاحترافية في سنة 1985. تم اختياره من قبل فريق دنفر ناغتس خلال الدرافت. حمل الرقم 41. يبلغ طوله 7 قدم 0 بوصة (2.1 م). اعتزل اللعب في 1993. أحرز خلال مسيرته في الإن بي إيه 5119 نقطة بمعدل 9.6 نقاط في المباراة الواحدة.

## روابط خارجية
- بلير راسموسن على موقع إن بي أي (الإنجليزية)
- بلير راسموسن على موقع سبورتس رفرنس (الإنجليزية)
- بلير راسموسن على موقع كلية كرة السلة في سبورتس رفرنس.كوم (الإنجليزية)
- بلير راسموسن على موقع ريلجم (الإنجليزية)
- بلير راسموسن على موقع بروبوليرز (الإنجليزية)